# Ataque a la embajada de Azerbaiyán en Irán
La Embajada de Azerbaiyán en Teherán fue atacada el 27 de enero de 2023, alrededor de las 08:00 a. m. hora local. El autor pasó por el puesto de guardia con un rifle Kalashnikov y abrió fuego dentro de la embajada, mientras su personal intentaba neutralizarlo. El jefe del servicio de seguridad de la embajada, Orkhan Asgarov, murió en el ataque, mientras que dos guardias resultaron heridos. Poco después, la policía iraní detuvo a un sospechoso. El Servicio de Seguridad del Estado de Azerbaiyán abrió una investigación criminal del ataque. El presidente de Azerbaiyán, Ilham Aliyev, condenó enérgicamente el ataque. La parte azerbaiyana consideró el incidente como un "acto terrorista". El Ministerio de Relaciones Exteriores de Azerbaiyán anunció la evacuación del personal de la embajada en Teherán. El 29 de enero, Azerbaiyán evacuó a la mayor parte del personal de la embajada de Teherán y suspendió el funcionamiento de la embajada.
Los funcionarios iraníes no consideraron que el ataque tuviera motivaciones políticas. Los organismos encargados de hacer cumplir la ley de Irán declararon que el ataque se cometió por motivos personales y que el perpetrador llegó al lugar con dos niños pequeños, aunque las imágenes de CCTV publicadas desde la embajada muestran que estuvo solo durante el ataque.

## Ataque
El ataque ocurrió el 27 de enero de 2023, alrededor de las 08:00 a. m. hora local, en Teherán, la capital de la República Islámica de Irán. El perpetrador, armado con un rifle Kalashnikov, pasó el puesto de seguridad cuando tres de los empleados de la embajada ingresaban al edificio. Cuando el pistolero que llegaba embistió su auto contra un Hyundai Sonata de la embajada, uno de los empleados regresó para ver qué pasó con el auto. El atacante irrumpió dentro de la embajada tras él y abrió fuego. Continuó disparando a los empleados de la embajada,mientras el personal de la embajada intentaba neutralizarlo. El atacante disparó fatalmente al jefe del servicio de seguridad, el teniente mayor Orkhan Asgarov, e hirió a otros dos. Un miembro del personal de seguridad intentó arrebatarle el arma, pero solo logró empujar al atacante fuera de la embajada y cerrar la puerta. Luego, el pistolero disparó múltiples tiros a la puerta de la embajada e intentó dos veces prender fuego al automóvil de la embajada usando un cilindro de gas que trajo en la cajuela de su automóvil, pero falló y parte de su propia ropa se incendió durante el último intento. Luego arrojó el arma y se entregó a la policía que llegaba. Las imágenes mostraban agujeros de bala en la puerta de la embajada. Esa tarde se publicaron imágenes de CCTV del edificio de la embajada que muestran el momento del ataque. La condición de los heridos se consideró estable.

## Consecuencias
No se ha revelado de inmediato ningún motivo para el ataque y los medios estatales iraníes no informaron inmediatamente sobre el ataque. El gobierno de Azerbaiyán lo calificó de "acto terrorista". Las declaraciones posteriores de funcionarios iraníes no dieron indicios de que el ataque tuviera motivaciones políticas.  No mucho después del ataque, la parte iraní anunció que había comenzado a investigar el asunto, y la parte azerbaiyana hizo lo mismo. El vocero del Ministerio de Relaciones Exteriores de Irán, Nasir Kanani, dijo que luego del ataque, la policía y las fuerzas de seguridad intervinieron de inmediato  y el atacante fue detenido y puesto bajo investigación. En relación con el ataque, el Servicio de Seguridad del Estado de Azerbaiyán abrió una causa penal en virtud de varios artículos del Código Penal de Azerbaiyán.
Según el jefe de policía de Teherán, Sardar Hossein Rahimi, la investigación preliminar sugirió que se creía que el motivo del atacante era personal, con problemas familiares. Rahimi agregó que el atacante llegó inicialmente al edificio administrativo con una niña de 14 años y un niño de 7 años en un Kia Pride. Según el jefe de la Fiscalía Penal de Teherán, Mohammad Shahriari, el sospechoso afirmó durante la investigación preliminar que su esposa fue a la embajada en abril de 2022 y no regresó a casa. Dijo que cuando visitó la embajada muchas veces, no recibió ninguna respuesta de ellos y que pensó que su esposa estaba en la embajada . Según la Agencia de Noticias de la República Islámica, el perpetrador presentó un informe de personas desaparecidas ante la policía en Urmia, provincia de Azerbaiyán Occidental, sobre su esposa desaparecida, que era de Bakú, a mediados de abril de 2022, pero el caso se cerró después de que la policía se enterara. que la mujer había regresado a Azerbaiyán. El perpetrador continuó sus investigaciones con el Ministerio de Relaciones Exteriores de Irán y la Embajada de Azerbaiyán en Teherán. El perpetrador dijo entonces que "decidió ir a la embajada esta mañana con el rifle Kalashnikov que ya había preparado".
La Agencia de Prensa de Azerbaiyán, citando las imágenes de CCTV y sus canales diplomáticos, declaró que esta información era completamente infundada y agregó que el ataque a la embajada fue un acto de terrorismo. Imágenes de CCTV muestran que el perpetrador estaba solo durante el ataque. Aykhan Hajizadeh, jefe del departamento del servicio de prensa del Ministerio de Relaciones Exteriores de Azerbaiyán, dijo a la embajada que "no creen que el ataque se haya llevado a cabo por motivos personales". Rahimi fue despedido de su cargo pocas horas después de que aparecieran imágenes que parecían mostrar a un guardia de seguridad iraní en la entrada sin hacer nada para detener el ataque. Al abordar las críticas sobre el hecho de que la Policía Diplomática iraní no esté armada, Ahmad-Reza Radan, jefe del Comando de Aplicación de la Ley, argumentó que la guardia policial en las embajadas no puede estar armada según el protocolo y solo puede llamar a la sección armada en caso de emergencias.